# The Abominable Iron Sloth
The Abominable Iron Sloth egy sludge metal együttes a Kalifornia állambeli Sacramento városból. 2003-ban alakult. Olyan zenekarokhoz hasonlították őket, mint a Black Sabbath, Eyehategod, Iron Monkey, Acid Bath, Melvins. Eddig két nagylemezt jelentettek meg. Az "Oddman" és "Will Haven" zenekarok tagjai alkották.

## Tagok
- Justin Godfrey - ének, gitár
- Cayle Hunter - gitár
- Jeff Irwin - gitár
- Mike Martin - basszusgitár
- Mitch Wheeler - dob

## Diszkográfia
- The Abominable Iron Sloth (album, 2006)
- The Id Will Overcome (album, 2010)